# Kangayan (plaats)
Kangayan is een bestuurslaag in het regentschap Sumenep van de provincie Oost-Java, Indonesië. Kangayan telt 4493 inwoners (volkstelling 2010).